# Volkskunde
Volkskunde (niet te verwarren met volkenkunde) is het universitaire vak dat de volkscultuur bestudeert. Het heeft zich vooral in het Duitse taalgebied en in mindere mate in Scandinavië ontwikkeld tot een academisch vak dat vooral raakvlakken heeft met culturele antropologie, etnologie, cultuurgeschiedenis, germanistiek en museumkunde. In Scandinavië spreekt men liever over Europese etnografie, in het Angelsaksische taalgebied ook wel over folklorestudies dan wel over bestudering van populaire cultuur.
Het Vlaams-Nederlandse tijdschrift 'Volkskunde' handelt over de cultuur van het dagelijks leven. Dit academisch tijdschrift werd in 1888 opgericht door August Gittée en Pol De Mont. In 1894 werd Alfons De Cock redacteur. Tussen 1914 en 1920 verscheen Volkskunde niet. Daarna nam Victor De Meyere de leiding, vanaf 1936 bijgestaan door Jan De Vries. Vanaf 1938 zetten Jan De Vries, Maurits De Meyer, Pieter Jacobus Meertens, Karel Constant Peeters, Jan Gessler en Paul De Keyser het tijdschrift verder. De nieuwe reeks begon met de 43e jaargang (1940-41). 
Vanaf 1967 werd de redactie geleid door K.C. Peeters en P.J. Meertens, aangevuld in 1972 door Jan Theuwissen en Johannes Jacobus Voskuil. Bij het overlijden van K.C. Peeters in 1976 namen Stefaan Top en Jan Theuwissen de redactie over. Van 2008 tot 2020 was Stefaan Top hoofdredacteur.
In 2012 werd de reeks vanaf de 113e jaargang in zijn huidige vorm vernieuwd. De ondertitel "tijdschrift over de cultuur van het dagelijks leven" werd toegevoegd.
Vanaf 2021 leiden de eindredacteurs Paul Catteeuw en Johan Verberckmoes het tijdschrift. 
In de huidige redactie zetelen Paul Catteeuw, Sofie De Ruysser, Hester Dibbits, Sophie Elpers, Roselyne Francken, Hans Geybels, Marc Jacobs, Maarten Larmuseau, Theo Meder, Jorijn Neyrinck, Sigrid Peeters, Hilde Schoefs, Annick Schramme, Els Veraverbeke, Johan Verberckmoes en Gregory Vercauteren. Het tijdschrift is een uitgave van het Centrum voor Studie en Documentatie. De verantwoordelijke uitgever is Paul Peeters.
De redactie is interdisciplinair en Vlaams-Nederlands samengesteld. Op de website van Volkskunde zijn de oudere jaargangen raadpleegbaar: https://www.volkskunde.be.